# Saison 2015 de l'équipe cycliste Lotto-Soudal
La saison 2015 de l'équipe cycliste Lotto-Soudal est la quatrième de cette équipe.

## Préparation de la saison 2015

### Sponsors et financement de l'équipe
Depuis son lancement en 2012, l'équipe a pour principaux sponsors la loterie nationale belge Lotto, rejoint cette année par l'entreprise Soudal, qui remplace Belisol, après trois années de partenariat. Soudal, fabricant de mastics et silicones, est sponsor de l'équipe depuis 2013. Les deux sponsors principaux sont engagés jusque 2020. Depuis 2012, Ridley est le fournisseur de cycles de l'équipe. Le budget de l'équipe pour cette saison s'élève à 11 millions d'euros.

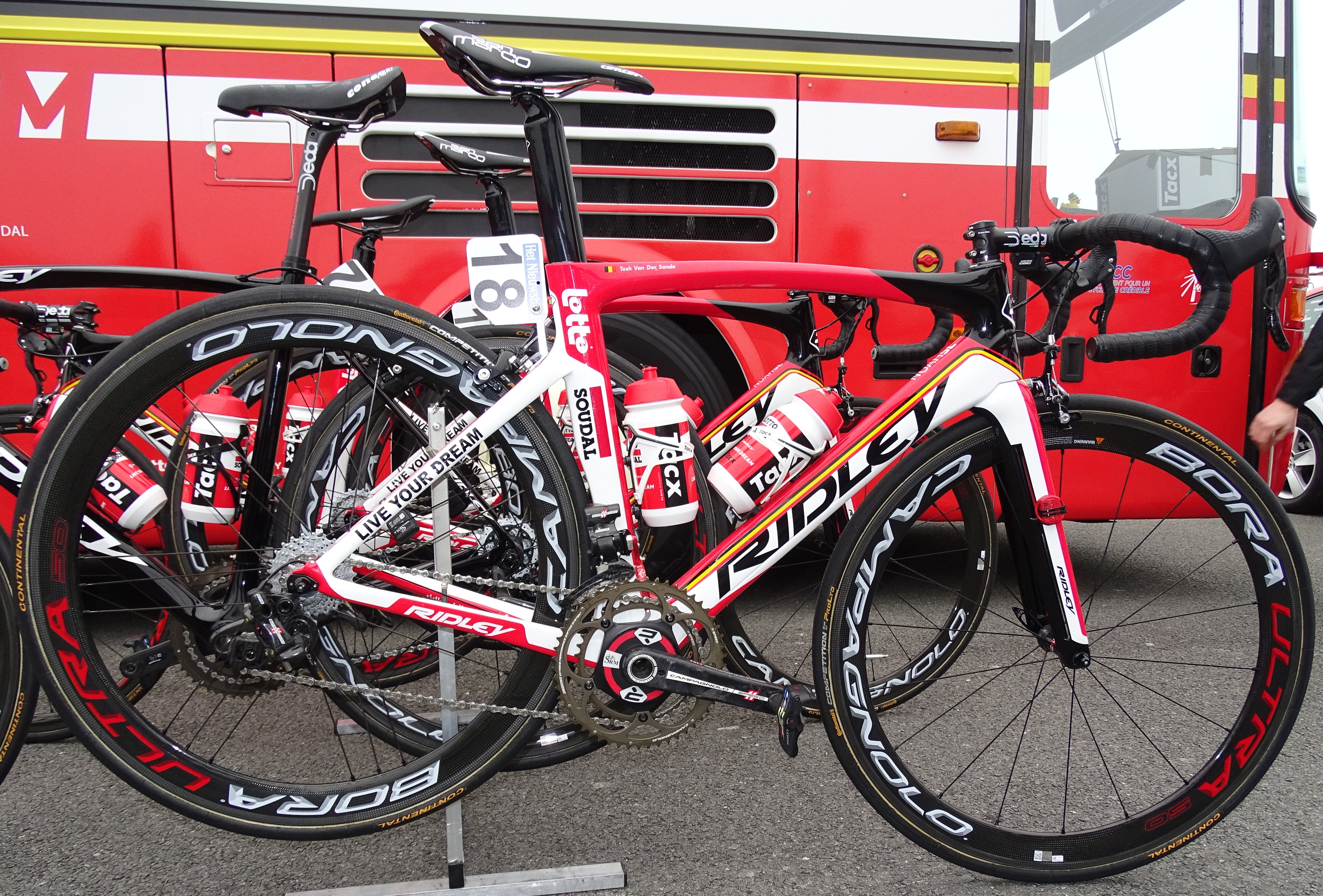
Vélo Ridley de l'équipe lors de la Handzame Classic.
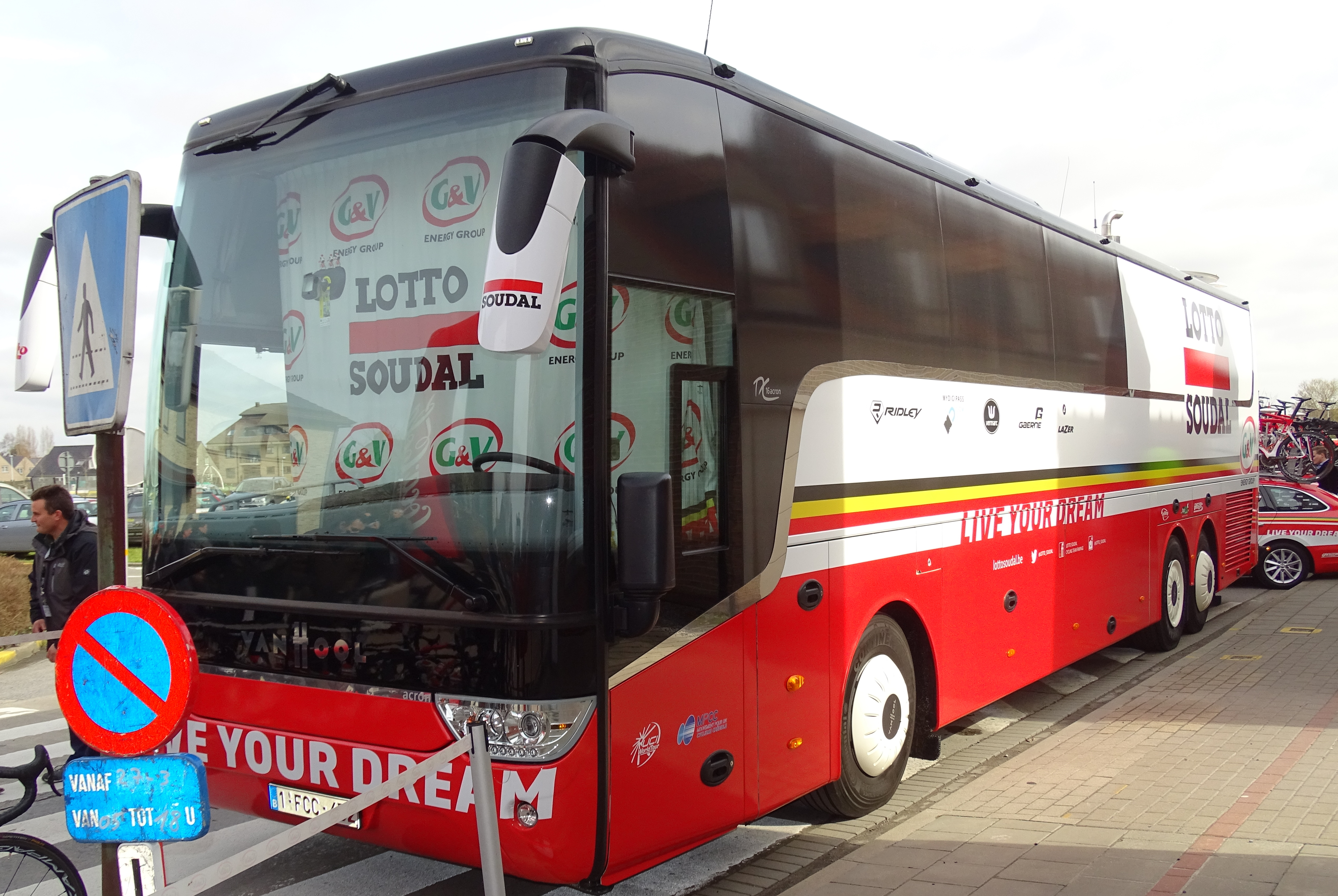
Le bus principal de l'équipe lors du Grand Prix E3 2015.
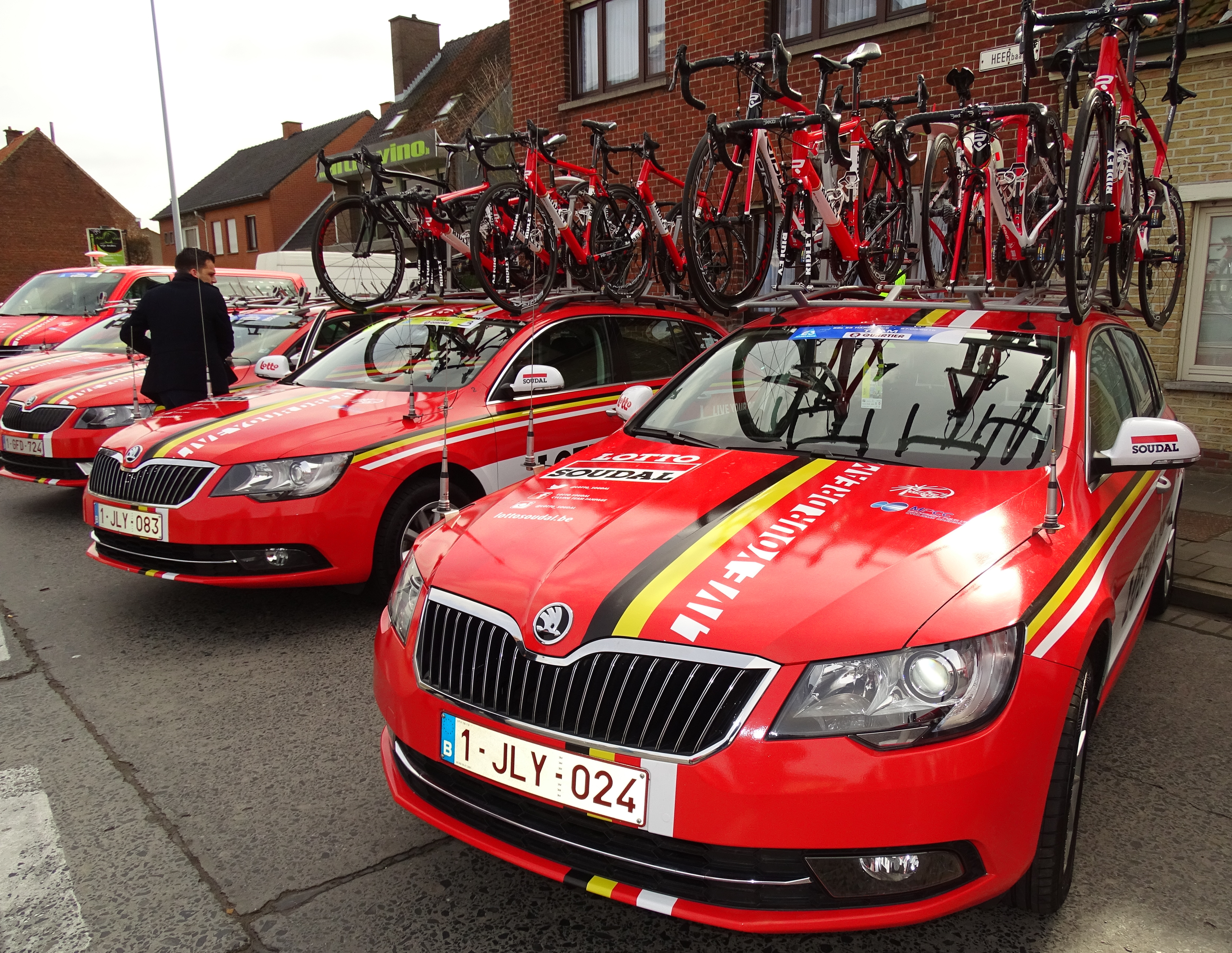
Une voiture de l'équipe lors du Grand Prix E3 2015.

### Arrivées et départs
| Arrivées        | Équipe 2014                 |
| --------------- | --------------------------- |
| Tiesj Benoot    | Lotto-Belisol U23           |
| Jasper De Buyst | Topsport Vlaanderen-Baloise |
| Thomas De Gendt | Omega Pharma-Quick Step     |

| Départs             | Équipe 2015                    |
| ------------------- | ------------------------------ |
| Jonas Van Genechten | IAM                            |
| Frederik Willems    | Directeur sportif Lotto-Soudal |

## Déroulement de la saison

### Mai-juin
Lotto-Soudal participe au Tour d'Italie avec pour leaders Jurgen Van den Broeck, qui vise une place parmi les dix premiers du classement général, et André Greipel, afin de gagner une étape au sprint. Maxime Monfort et Sander Armée sont les équipiers de Van den Broeck et Gregory Henderson doit emmener les sprints de Greipel. Lars Bak et Adam Hansen ont un rôle d'équipier pour les deux leaders. Hansen, dont c'est le onzième grand tour consécutif, aura davantage de liberté certains jours. Enfin, Stig Broeckx et Louis Vervaeke disputent leur premier grand tour. Du premier, il est attendu qu'il travaille pour ses leaders, tandis que le second, grimpeur, pourra choisir une étape afin de s'échapper.

## Coureurs et encadrement technique

### Effectif
| Cycliste              | Date de naissance | Nationalité      | Équipe 2014                 |  |
| --------------------- | ----------------- | ---------------- | --------------------------- |  |
| Sander Armée          | 10 décembre 1985  | Belgique         | Lotto-Belisol               |  |
| Lars Bak              | 16 janvier 1980   | Danemark         | Lotto-Belisol               |  |
| Tiesj Benoot          | 11 mars 1994      | Belgique         | Lotto-Belisol U23           |  |
| Kris Boeckmans        | 13 février 1987   | Belgique         | Lotto-Belisol               |  |
| Vegard Breen          | 8 février 1990    | Norvège          | Lotto-Belisol               |  |
| Stig Broeckx          | 10 mai 1990       | Belgique         | Lotto-Belisol               |  |
| Sean De Bie           | 3 octobre 1991    | Belgique         | Lotto-Belisol               |  |
| Jasper De Buyst       | 24 novembre 1993  | Belgique         | Topsport Vlaanderen-Baloise |  |
| Bart De Clercq        | 26 août 1986      | Belgique         | Lotto-Belisol               |  |
| Thomas De Gendt       | 6 novembre 1986   | Belgique         | Omega Pharma-Quick Step     |  |
| Jens Debusschere      | 20 août 1989      | Belgique         | Lotto-Belisol               |  |
| Kenny Dehaes          | 10 novembre 1984  | Belgique         | Lotto-Belisol               |  |
| Gert Dockx            | 4 juillet 1988    | Belgique         | Lotto-Belisol               |  |
| Tony Gallopin         | 24 mai 1988       | France           | Lotto-Belisol               |  |
| André Greipel         | 16 juillet 1982   | Allemagne        | Lotto-Belisol               |  |
| Adam Hansen           | 11 mai 1981       | Australie        | Lotto-Belisol               |  |
| Gregory Henderson     | 10 septembre 1976 | Nouvelle-Zélande | Lotto-Belisol               |  |
| Pim Ligthart          | 16 juin 1988      | Pays-Bas         | Lotto-Belisol               |  |
| Maxime Monfort        | 14 janvier 1983   | Belgique         | Lotto-Belisol               |  |
| Jürgen Roelandts      | 2 juillet 1985    | Belgique         | Lotto-Belisol               |  |
| Marcel Sieberg        | 30 avril 1982     | Allemagne        | Lotto-Belisol               |  |
| Boris Vallée          | 3 juin 1993       | Belgique         | Lotto-Belisol               |  |
| Jurgen Van den Broeck | 1er février 1983  | Belgique         | Lotto-Belisol               |  |
| Tosh Van der Sande    | 28 novembre 1990  | Belgique         | Lotto-Belisol               |  |
| Dennis Vanendert      | 27 juin 1988      | Belgique         | Lotto-Belisol               |  |
| Jelle Vanendert       | 19 février 1985   | Belgique         | Lotto-Belisol               |  |
| Louis Vervaeke        | 6 octobre 1993    | Belgique         | Lotto-Belisol               |  |
| Tim Wellens           | 15 mai 1991       | Belgique         | Lotto-Belisol               |  |
| Stagiaire             | Date de naissance | Nationalité      | Équipe 2015                 |  |
| Frederik Frison       | 28 juillet 1992   | Belgique         | Lotto-Soudal U23            |  |
| Dries Van Gestel      | 30 septembre 1994 | Belgique         | Lotto-Soudal U23            |  |
| Kenneth Van Rooy      | 8 octobre 1993    | Belgique         | Lotto-Soudal U23            |  |

Portraits
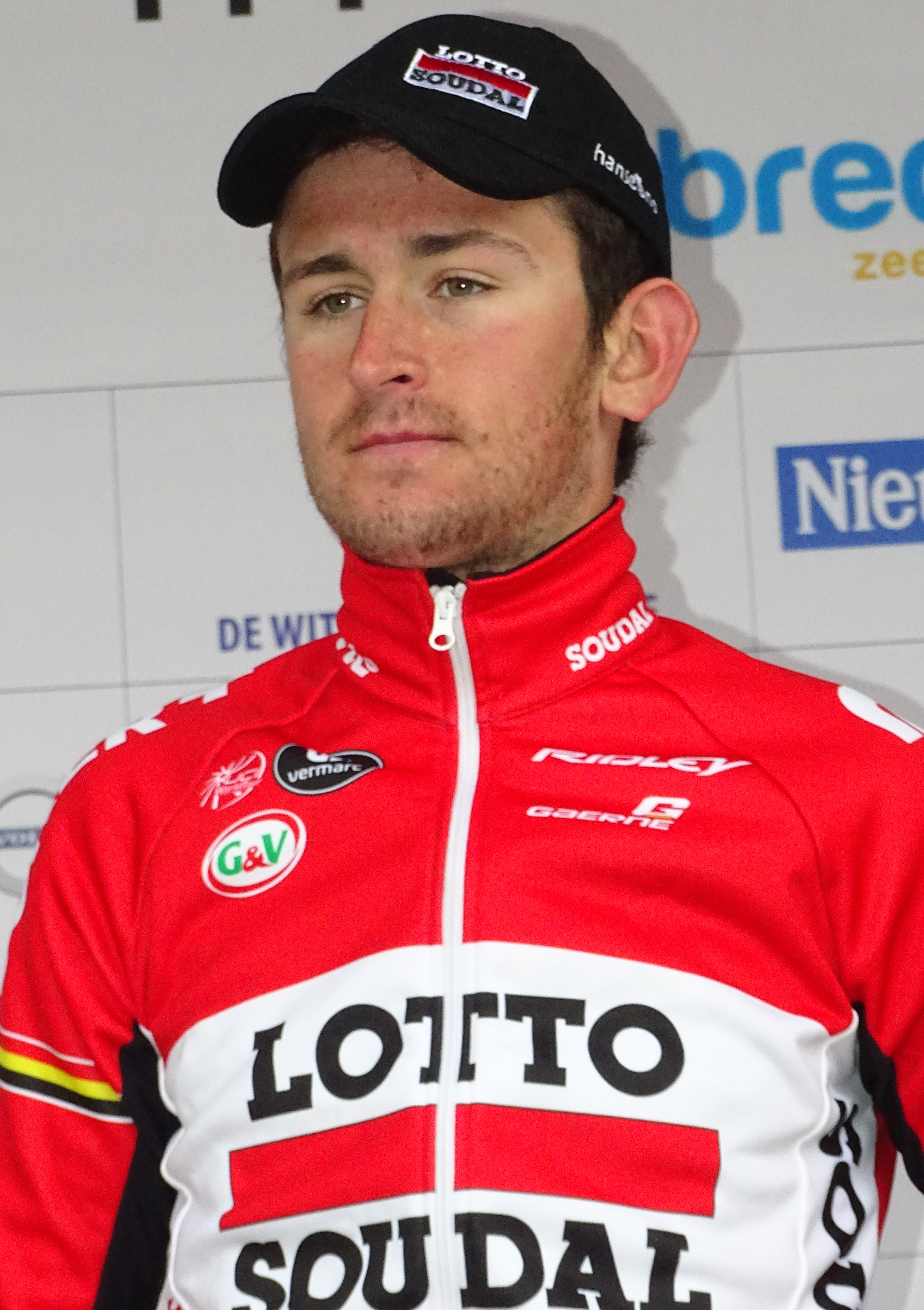
Tiesj Benoot.
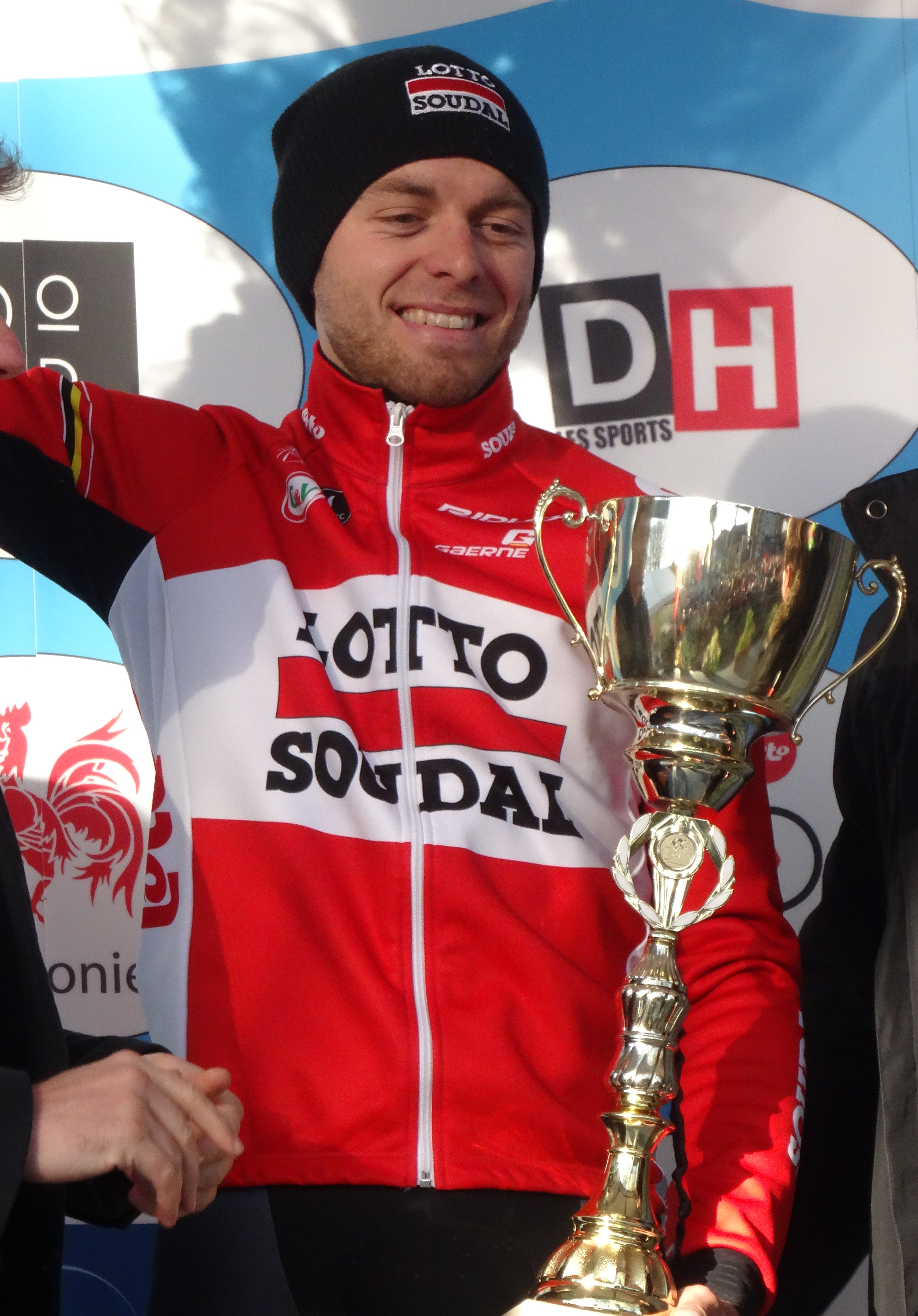
Kris Boeckmans.
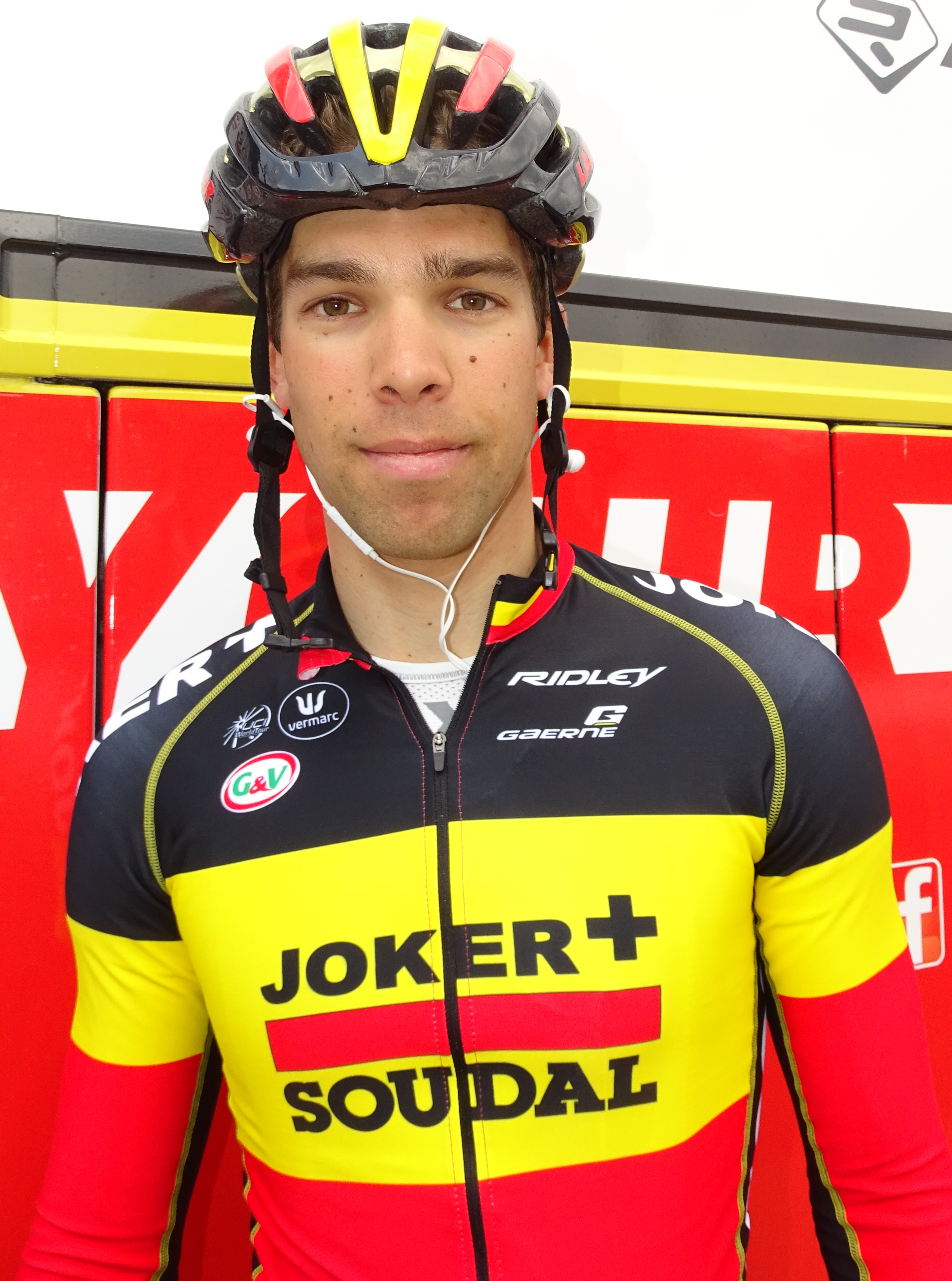
Jens Debusschere.
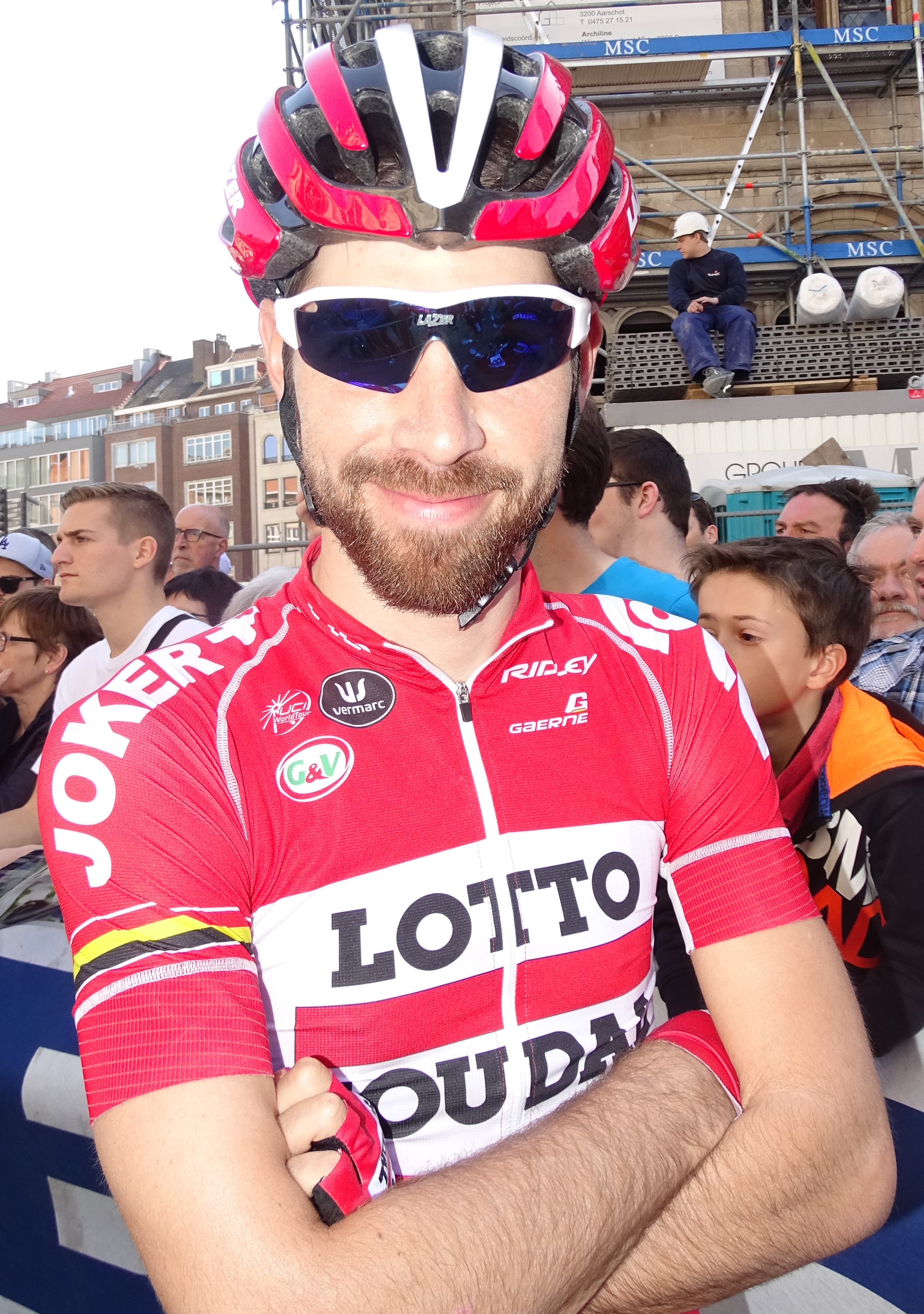
Thomas De Gendt.
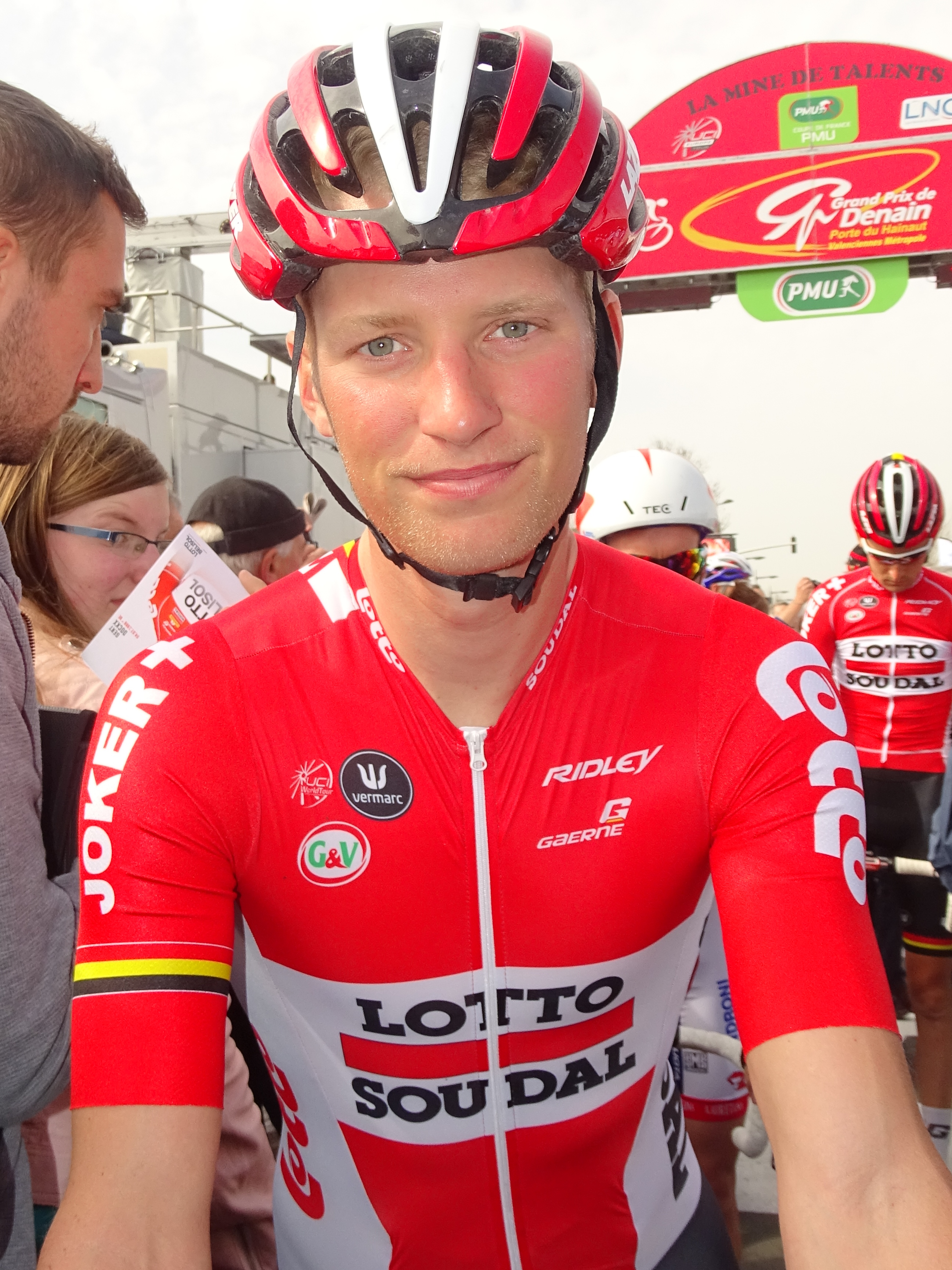
Gert Dockx.
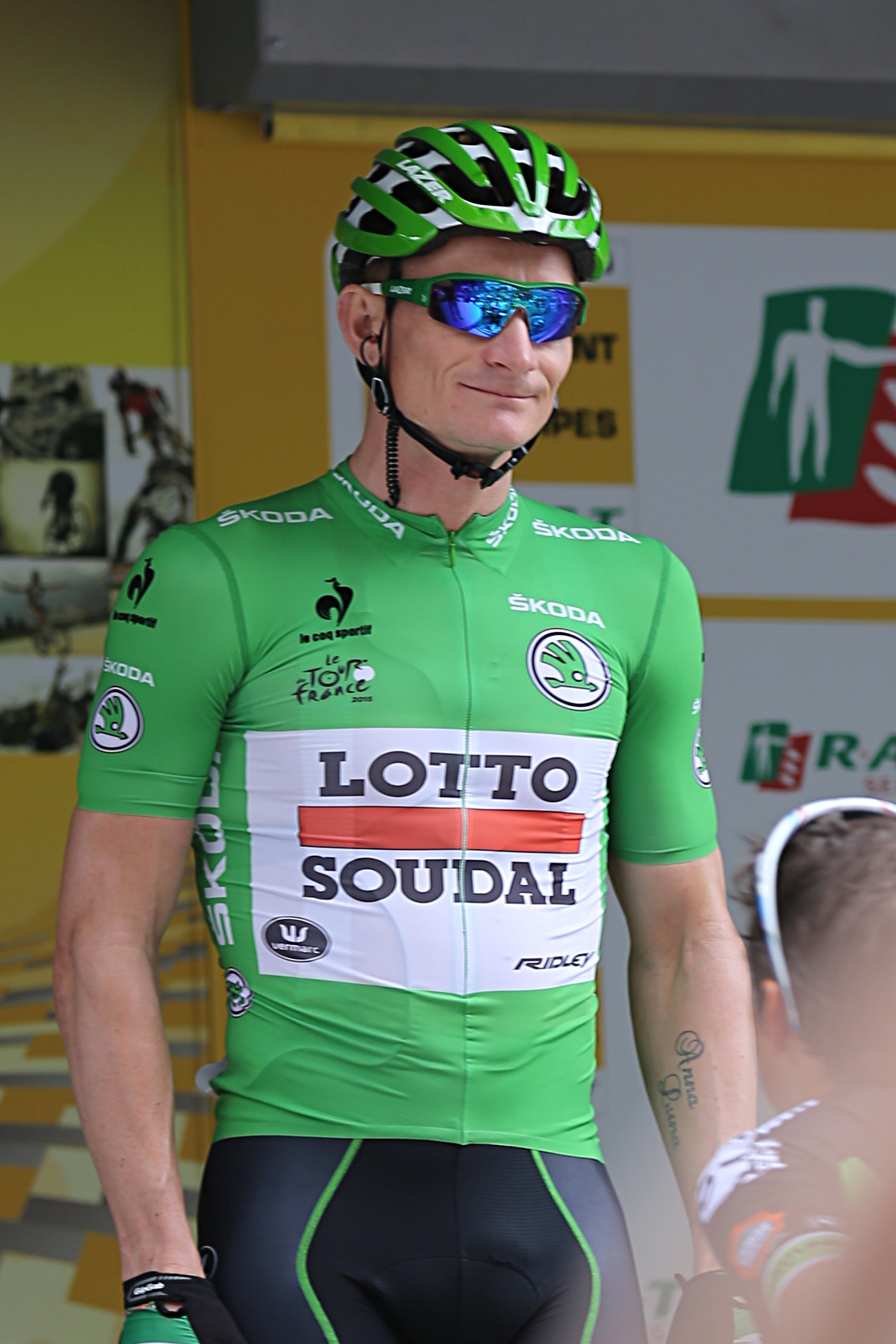
André Greipel.
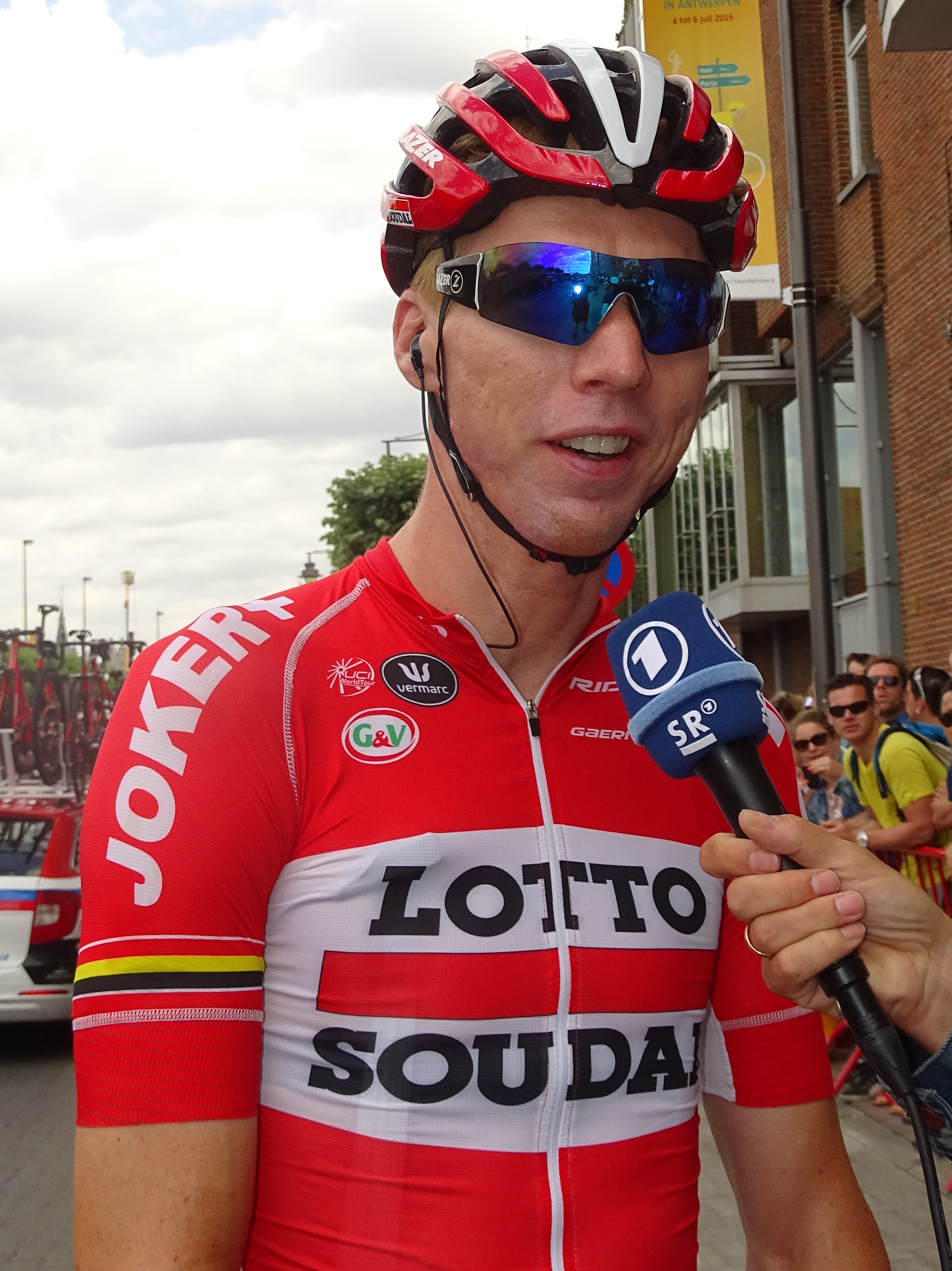
Marcel Sieberg.
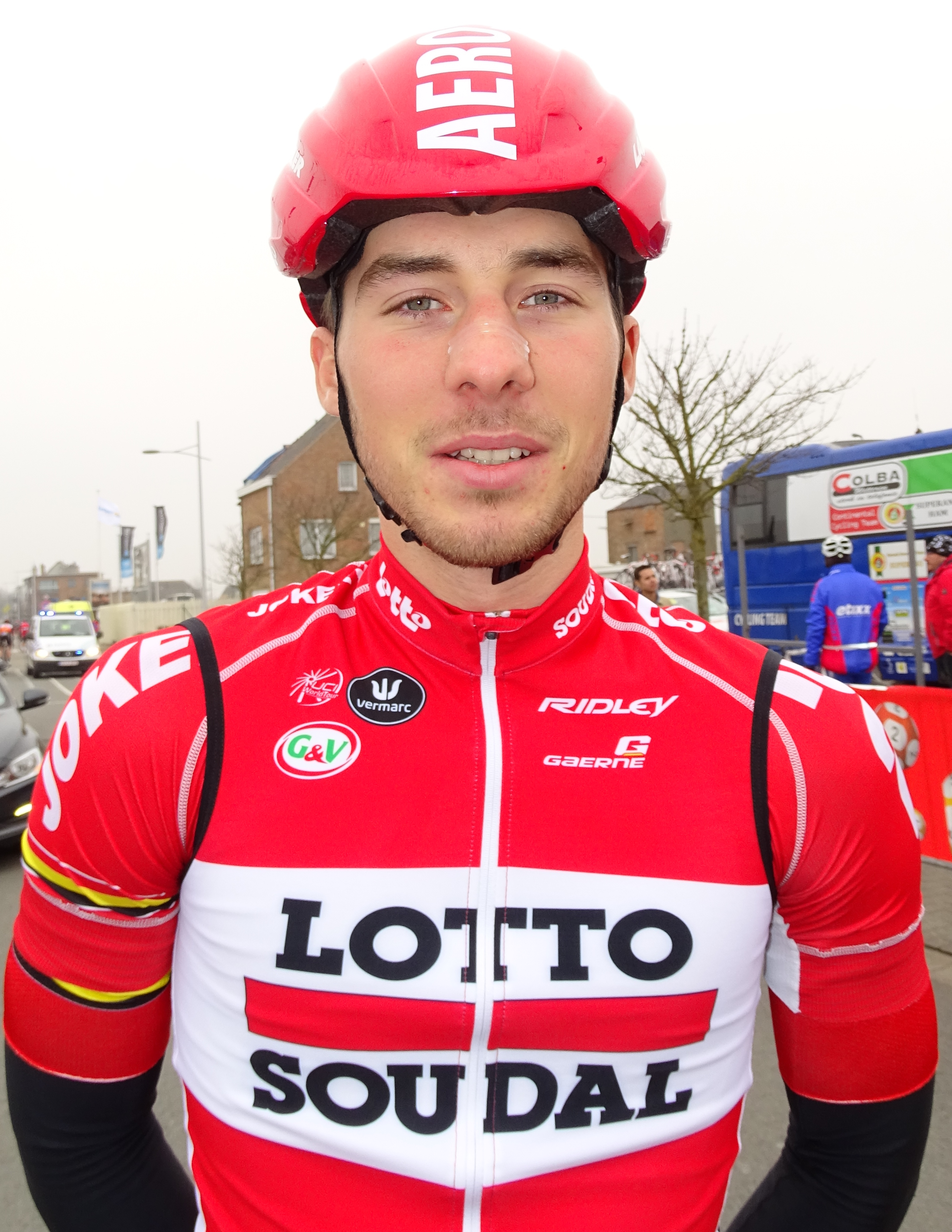
Boris Vallée.
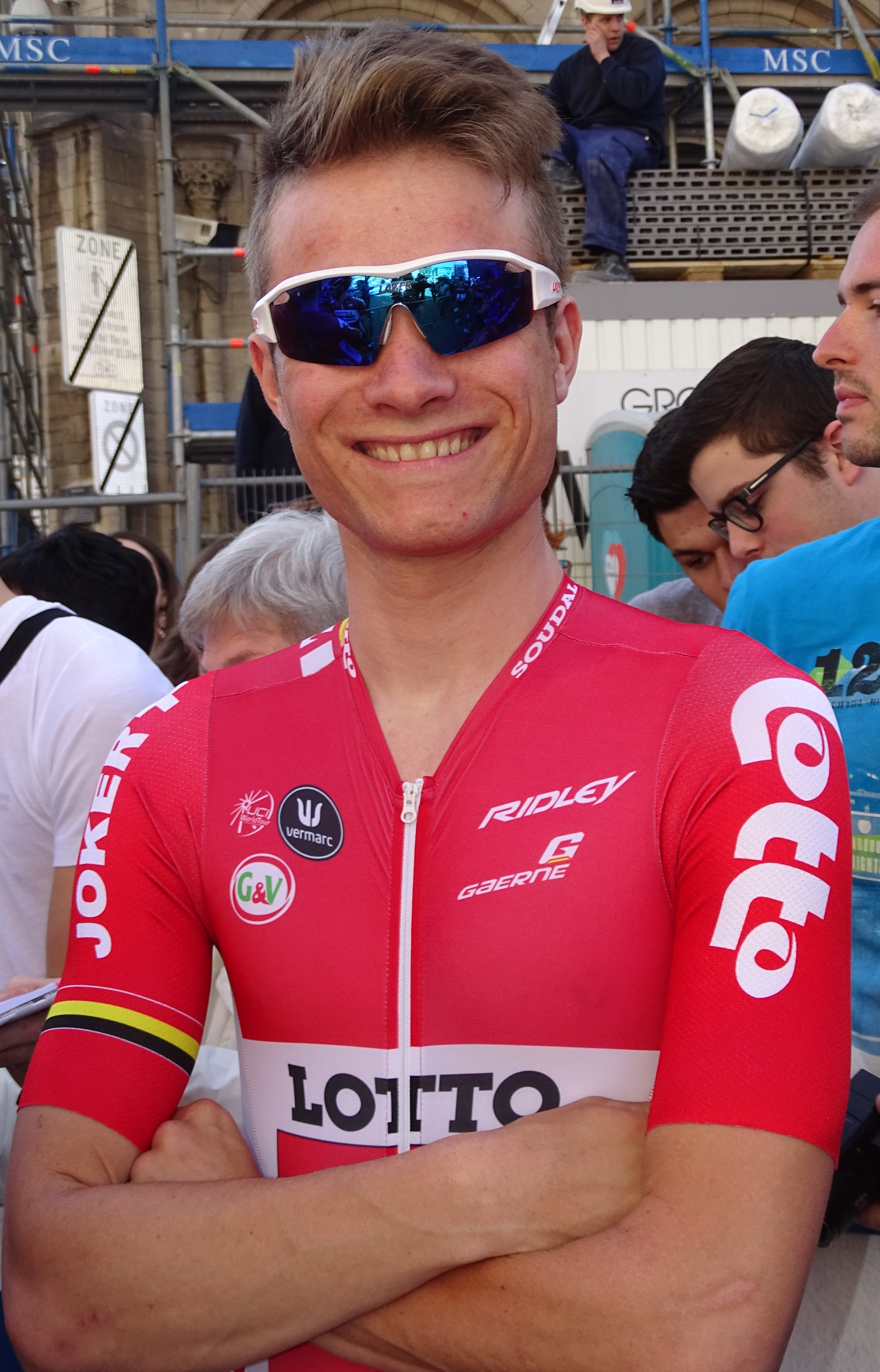
Tosh Van der Sande.
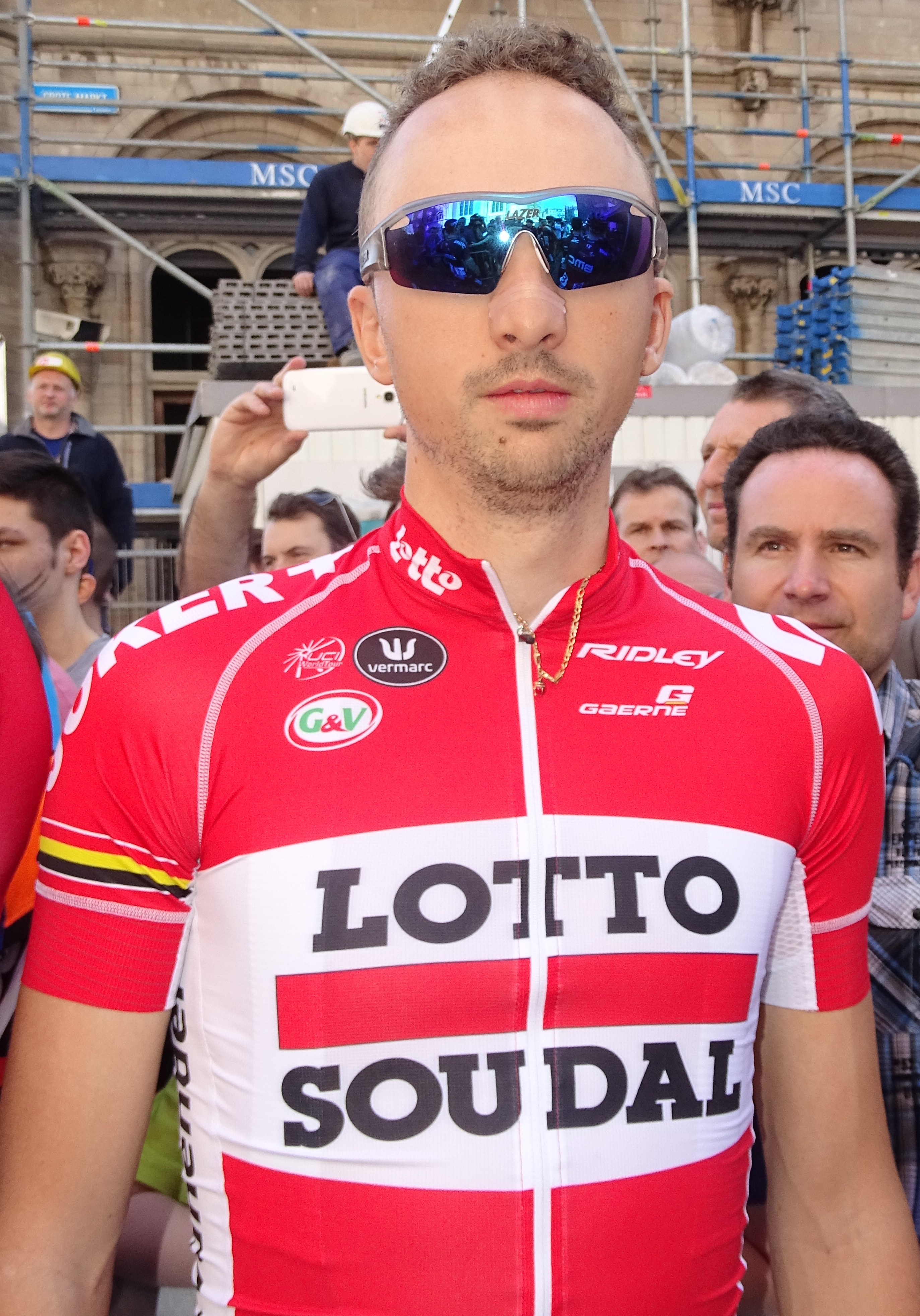
Dennis Vanendert.
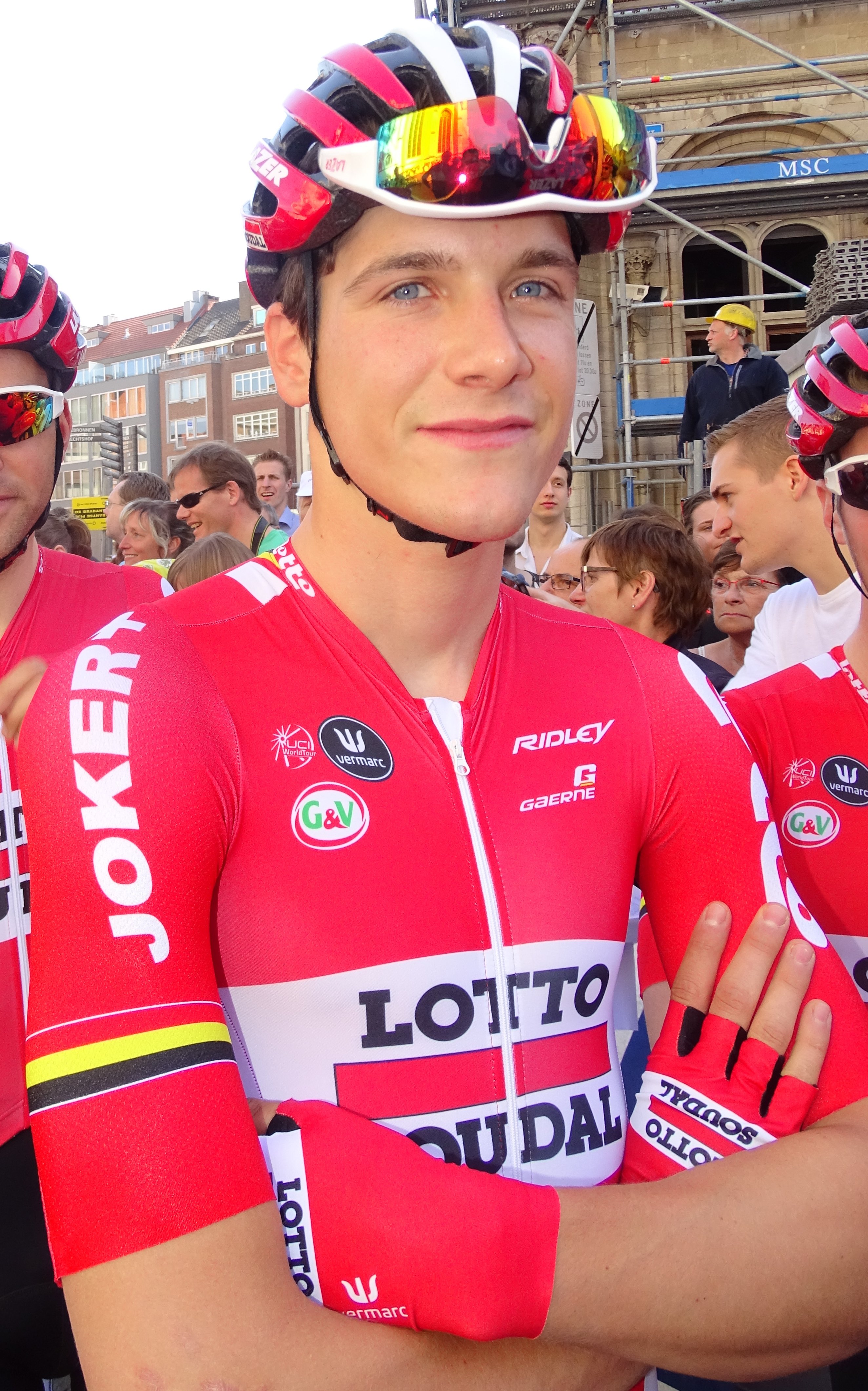
Louis Vervaeke.
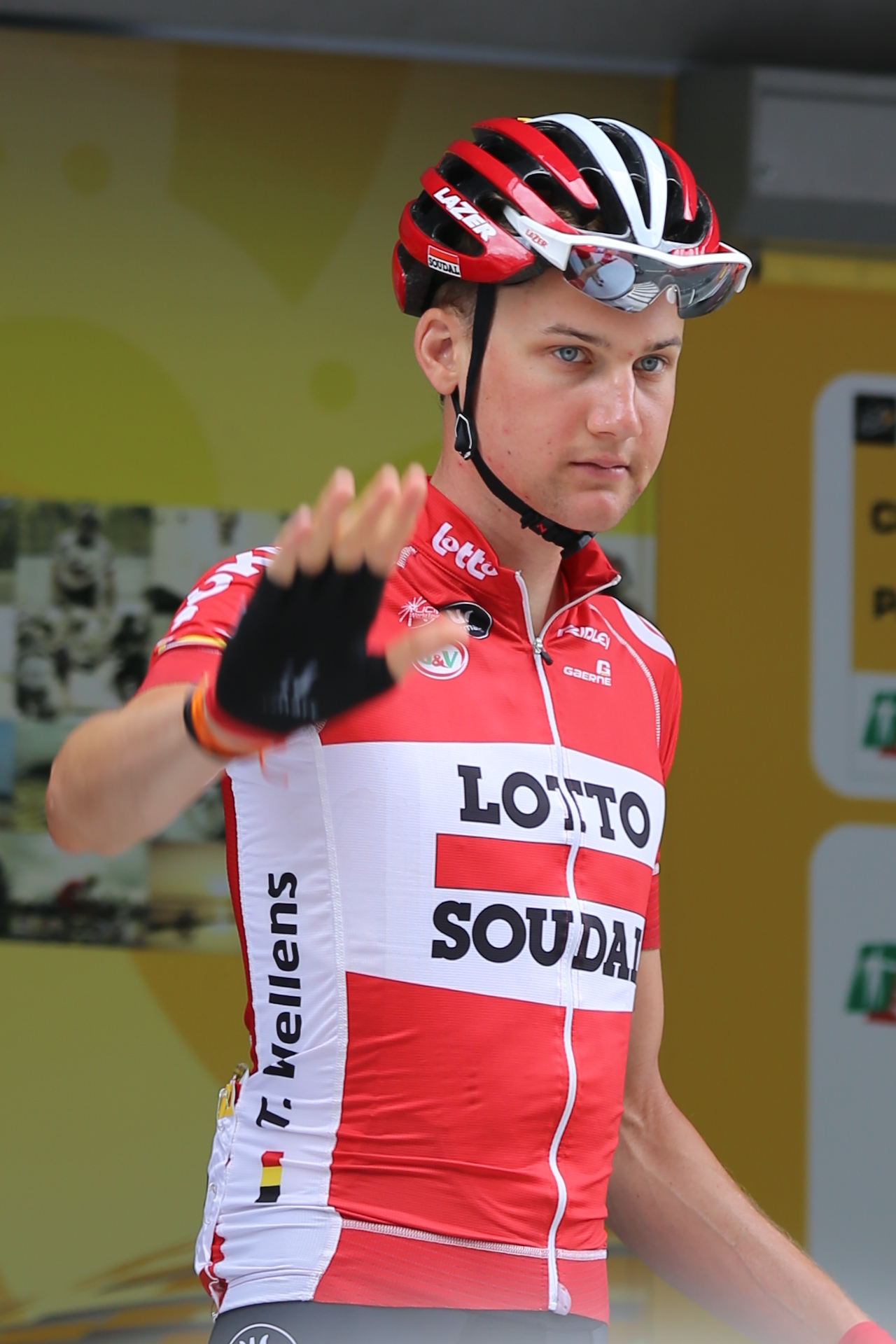
Tim Wellens.

## Bilan de la saison

### Victoires
| Date       | Course                                       | Pays        | Classe | Vainqueur             |
| ---------- | -------------------------------------------- | ----------- | ------ | --------------------- |
| 01/02/2015 | Grand Prix d'ouverture La Marseillaise       | France      | 1.1    | Pim Ligthart          |
| 04/02/2015 | 1re étape de l'Étoile de Bessèges            | France      | 2.1    | Kris Boeckmans        |
| 07/02/2015 | 4e étape de l'Étoile de Bessèges             | France      | 2.1    | Tony Gallopin         |
| 18/02/2015 | 1rea étape du Tour d'Andalousie              | Espagne     | 2.1    | Pim Ligthart          |
| 22/02/2015 | 5e étape du Tour de l'Algarve                | Portugal    | 2.1    | André Greipel         |
| 04/03/2015 | Le Samyn                                     | Belgique    | 1.1    | Kris Boeckmans        |
| 10/03/2015 | 2e étape de Paris-Nice                       | France      | WT     | André Greipel         |
| 12/03/2015 | 2e étape de Tirreno-Adriatico                | Italie      | WT     | Jens Debusschere      |
| 14/03/2015 | 6e étape de Paris-Nice                       | France      | WT     | Tony Gallopin         |
| 18/03/2015 | Nokere Koerse                                | Belgique    | 1.1    | Kris Boeckmans        |
| 29/04/2015 | 4e étape du Tour de Turquie                  | Turquie     | 2.HC   | André Greipel         |
| 14/05/2015 | 6e étape du Tour d'Italie                    | Italie      | WT     | André Greipel         |
| 15/05/2015 | 1re étape du Tour de Picardie                | France      | 2.1    | Kris Boeckmans        |
| 17/05/2015 | 3e étape du Tour de Picardie                 | France      | 2.1    | Kris Boeckmans        |
| 17/05/2015 | Classement général du Tour de Picardie       | France      | 2.1    | Kris Boeckmans        |
| 24/05/2015 | 2e étape de la World Ports Classic           | Pays-Bas    | 2.1    | Kris Boeckmans        |
| 24/05/2015 | Classement général de la World Ports Classic | Pays-Bas    | 2.1    | Kris Boeckmans        |
| 04/06/2015 | 1re étape du Tour de Luxembourg              | Luxembourg  | 2.HC   | André Greipel         |
| 06/06/2015 | 3e étape du Tour de Luxembourg               | Luxembourg  | 2.HC   | André Greipel         |
| 07/06/2015 | 4e étape du Tour de Luxembourg               | Luxembourg  | 2.HC   | Sean De Bie           |
| 18/06/2015 | 2e étape du Ster ZLM Toer                    | Pays-Bas    | 2.1    | André Greipel         |
| 19/06/2015 | 3e étape du Ster ZLM Toer                    | Pays-Bas    | 2.1    | André Greipel         |
| 21/06/2015 | Classement général du Ster ZLM Toer          | Pays-Bas    | 2.1    | André Greipel         |
| 26/06/2015 | Championnat de Belgique du contre-la-montre  | Belgique    | CN     | Jurgen Van den Broeck |
| 05/07/2015 | 2e étape du Tour de France                   | France      | WT     | André Greipel         |
| 08/07/2015 | 5e étape du Tour de France                   | France      | WT     | André Greipel         |
| 19/07/2015 | 15e étape du Tour de France                  | France      | WT     | André Greipel         |
| 26/07/2015 | 21e étape du Tour de France                  | France      | WT     | André Greipel         |
| 06/08/2015 | 5e étape du Tour de Pologne                  | Pologne     | WT     | Bart De Clercq        |
| 11/08/2015 | 2e étape de l'Eneco Tour                     | Pays-Bas    | WT     | André Greipel         |
| 15/08/2015 | 6e étape de l'Eneco Tour                     | Belgique    | WT     | Tim Wellens           |
| 16/08/2015 | Classement général de l'Eneco Tour           | Belgique    | WT     | Tim Wellens           |
| 18/08/2015 | Grand Prix de la ville de Zottegem           | Belgique    | 1.1    | Kenny Dehaes          |
| 23/08/2015 | Vattenfall Cyclassics                        | Allemagne   | WT     | André Greipel         |
| 12/09/2015 | 7e étape du Tour de Grande-Bretagne          | Royaume-Uni | 2.HC   | André Greipel         |
| 13/09/2015 | Grand Prix cycliste de Montréal              | Canada      | WT     | Tim Wellens           |
| 16/09/2015 | Grand Prix de Wallonie                       | Belgique    | 1.1    | Jens Debusschere      |
| 19/09/2015 | Grand Prix Impanis-Van Petegem               | Belgique    | 1.HC   | Sean De Bie           |
| 23/09/2015 | Circuit du Houtland                          | Belgique    | 1.1    | Jens Debusschere      |
| 01/10/2015 | 1re étape de l'Eurométropole Tour            | Belgique    | 2.1    | Jens Debusschere      |

Podiums
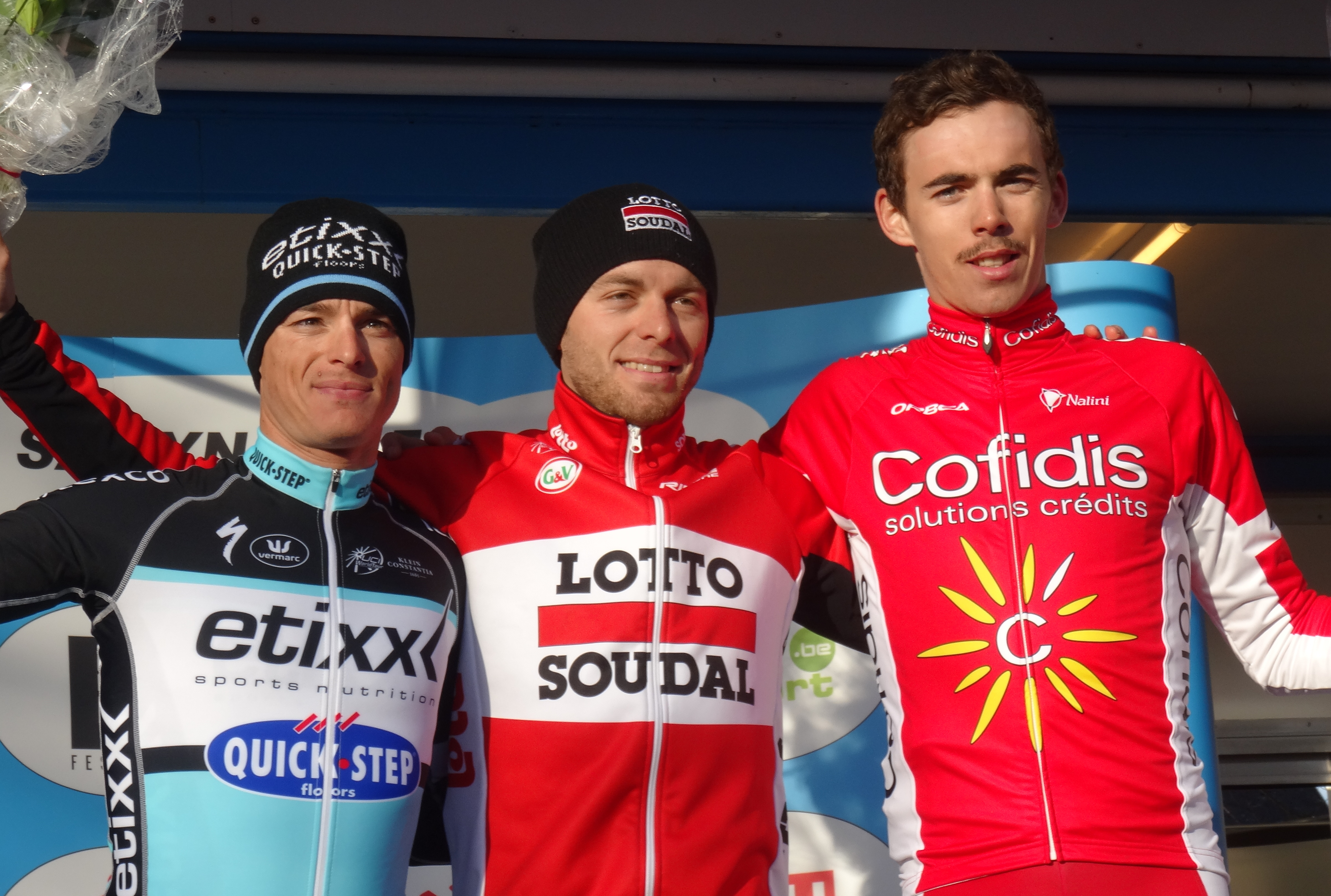
Podium de l'édition 2015 du Samyn : Gianni Meersman (2e), Kris Boeckmans (1er) et Christophe Laporte (3e).
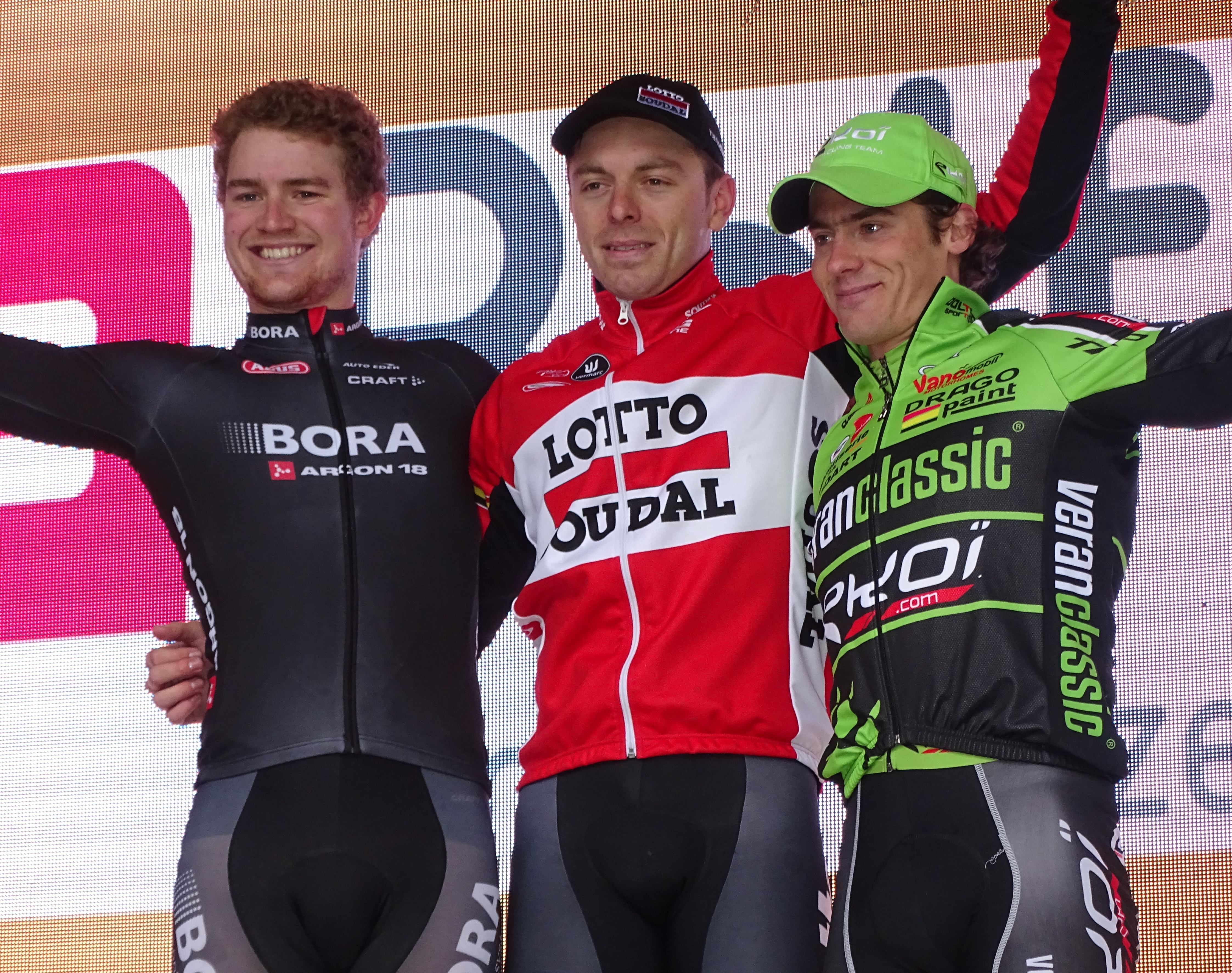
Podium de l'édition 2015 de la Nokere Koerse : Scott Thwaites (3e), Kris Boeckmans (1er) et Justin Jules (2e).
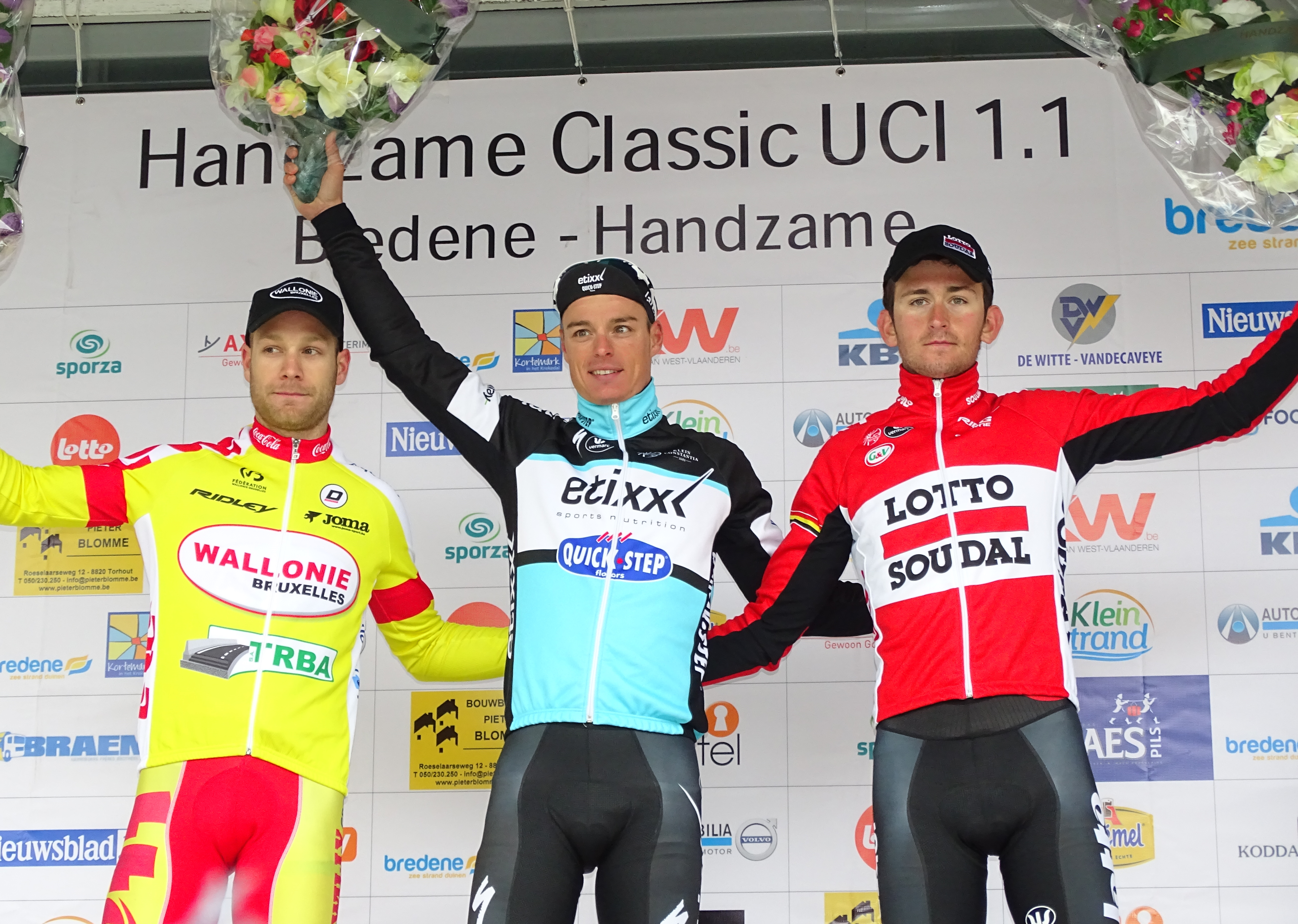
Podium de l'édition 2015 de la Handzame Classic : Antoine Demoitié (2e), Gianni Meersman (1er) et Tiesj Benoot (3e).
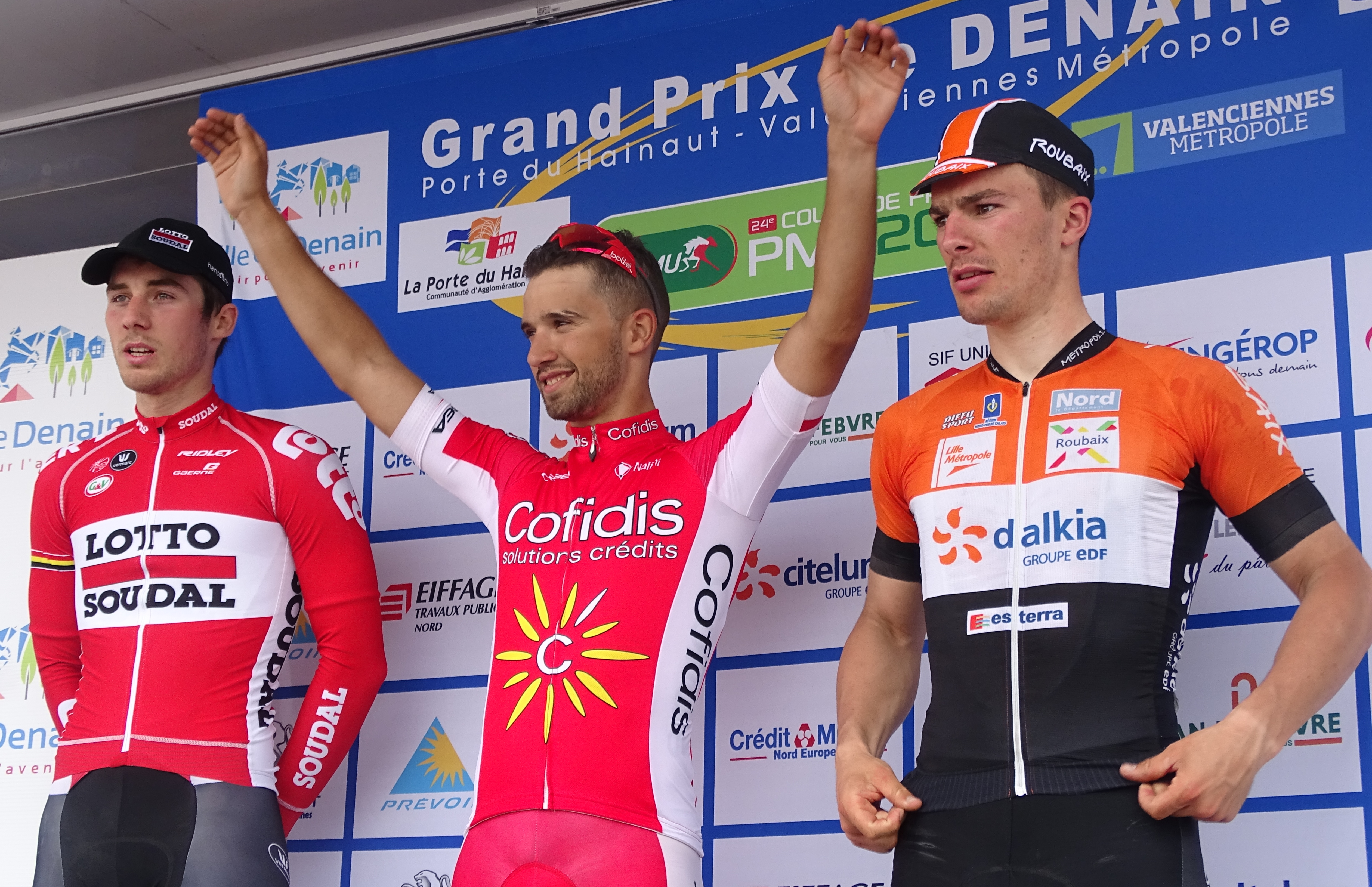
Podium de l'édition 2015 du Grand Prix de Denain : Boris Vallée (2e), Nacer Bouhanni (1er) et Rudy Barbier (3e).
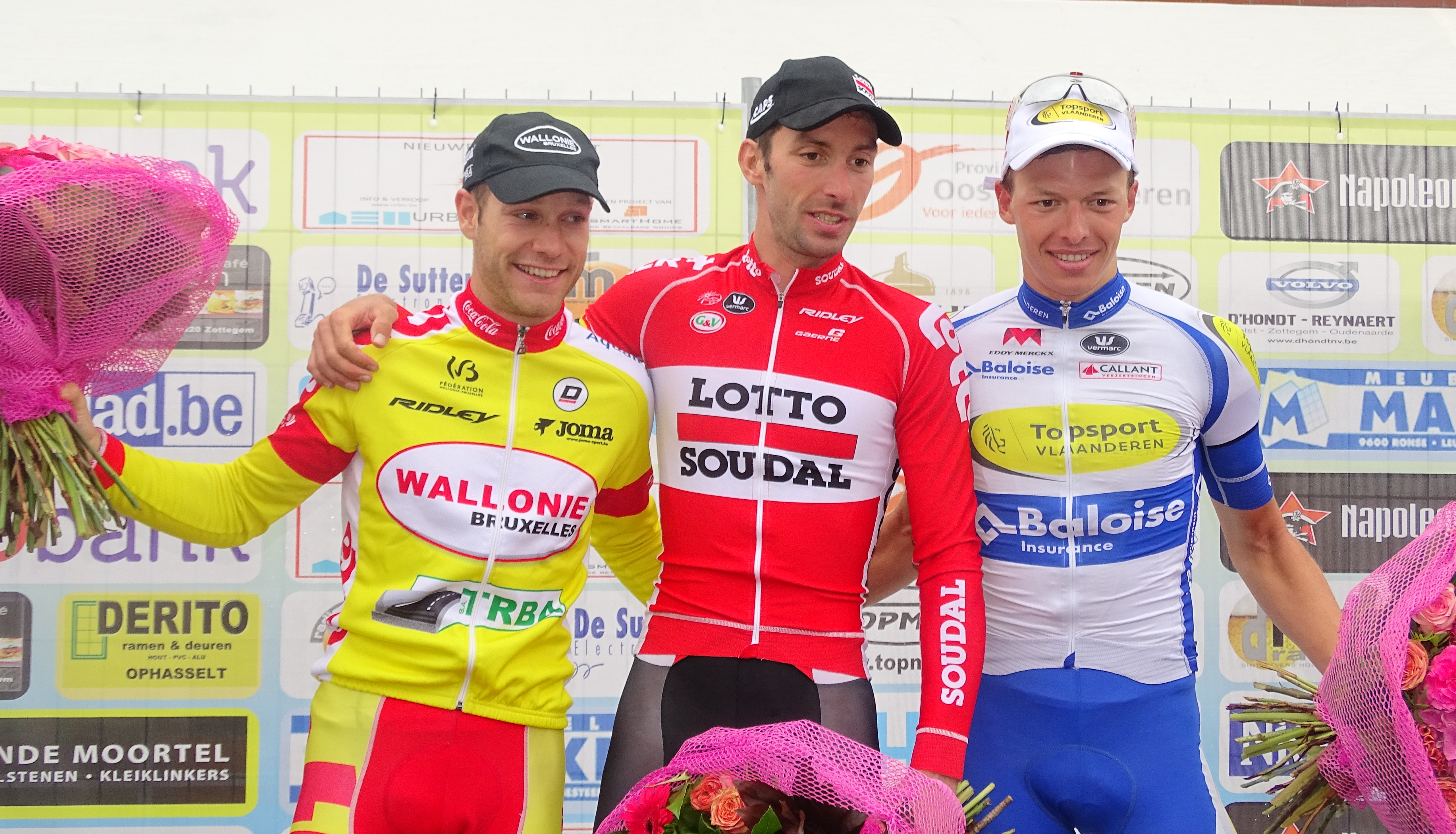
Podium de l'édition 2015 du Grand Prix de la ville de Zottegem : Antoine Demoitié (2e), Kenny Dehaes (1er) et Oliver Naesen (3e).
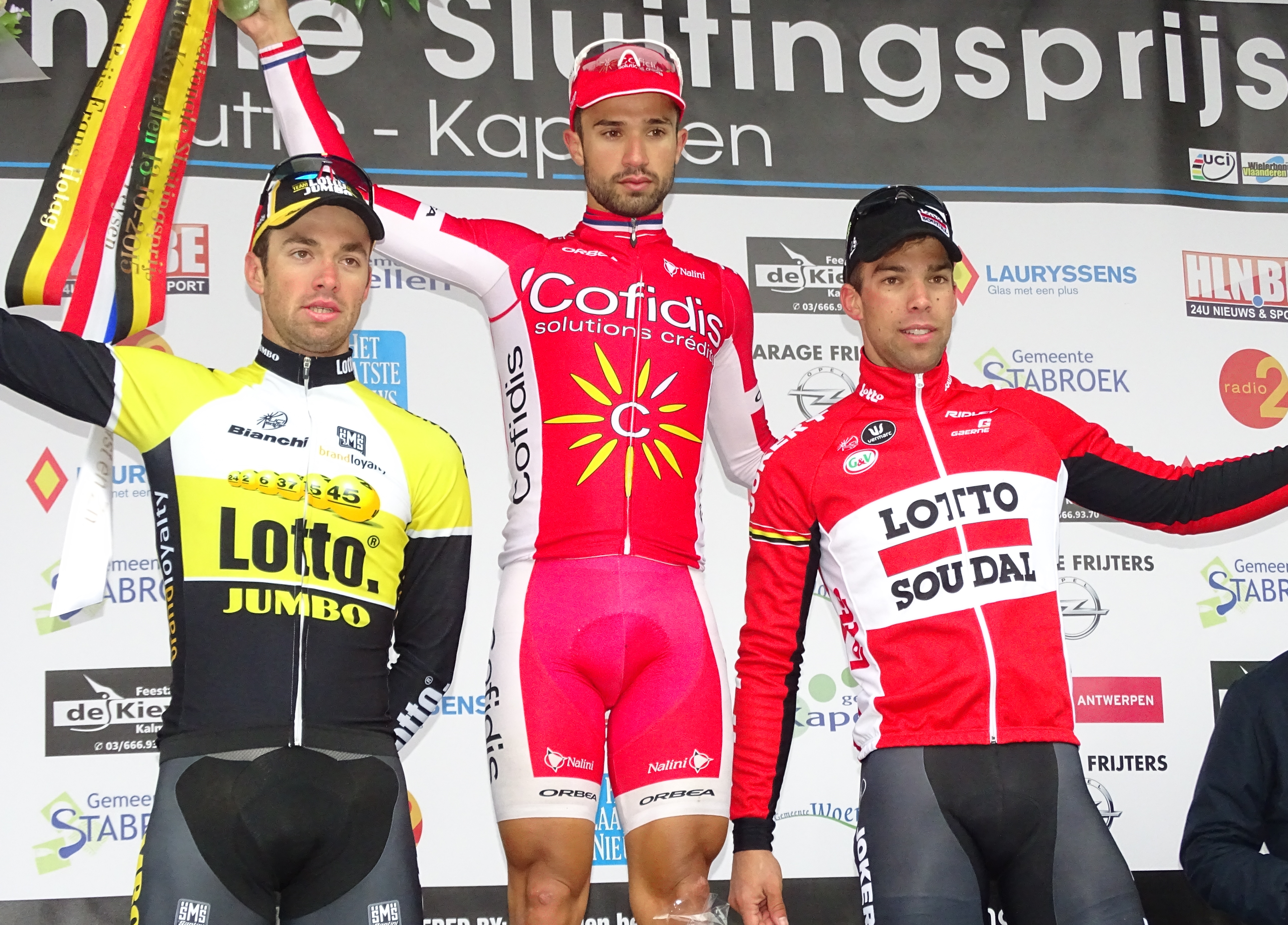
Podium de l'édition 2015 du Prix national de clôture : Tom Van Asbroeck (2e), Nacer Bouhanni (1er et vainqueur de l'UCI Europe Tour 2015 grâce à cette course) et Jens Debusschere (3e).

### Résultats sur les courses majeures
Les tableaux suivants représentent les résultats de l'équipe dans les principales courses du calendrier international (les cinq classiques majeures et les trois grands tours). Pour chaque épreuve est indiqué le meilleur coureur de l'équipe, son classement ainsi que les accessits glanés par Lotto-Soudal sur les courses de trois semaines.

#### Classiques
| Classique            | Milan-San Remo     | Tour des Flandres | Paris-Roubaix         | Liège-Bastogne-Liège | Tour de Lombardie  |
| -------------------- | ------------------ | ----------------- | --------------------- | -------------------- | ------------------ |
| Coureur (classement) | Tony Gallopin (9e) | Tiesj Benoot (5e) | Jens Debusschere (9e) | Tony Gallopin (20e)  | Tony Gallopin (7e) |

#### Grands tours
| Grand tour           | Tour d'Italie                      | Tour de France                       | Tour d'Espagne       |
| -------------------- | ---------------------------------- | ------------------------------------ | -------------------- |
| Coureur (classement) | Maxime Monfort (11e)               | Tony Gallopin (31e)                  | Bart De Clercq (14e) |
| Accessits            | 1 victoire d'étape (André Greipel) | 4 victoires d'étapes (André Greipel) |                      |

### Classement UCI
| Rang | Coureur               | Points |
| ---- | --------------------- | ------ |
| 24   | André Greipel         | 203    |
| 26   | Tim Wellens           | 195    |
| 40   | Tony Gallopin         | 127    |
| 43   | Bart De Clercq        | 106    |
| 47   | Tiesj Benoot          | 101    |
| 52   | Jürgen Roelandts      | 82     |
| 79   | Jens Debusschere      | 48     |
| 95   | Maxime Monfort        | 36     |
| 109  | Jurgen Van Den Broeck | 28     |
| 156  | Tosh Van Der Sande    | 8      |
| 182  | Boris Vallée          | 2      |
| 196  | Kris Boeckmans        | 2      |